# Seznam pojmů, osob a vynálezů ze Stopařova průvodce po Galaxii
Toto je Seznam pojmů, osob a vynálezů ze Stopařova průvodce po galaxii.

## Postavy
- Arthur Dent
- Zafod Bíblbrox
- Ford Prefect
- Marvin
- Trilian
- Slartibartfast

## Vynálezy

### Bistromatický pohon
Bistromatický pohon je fiktivní vynález, jedná se o novou a převratnou metodu překonávání obrovských mezihvězdných vzdáleností, aniž by bylo nutno babrat se s nebezpečnými nepravděpodobnostními faktory, jako při nepravděpodobnostním pohonu. Veškeré výpočty na lodi se pak provádí na účtenkách, protože při cestování v kosmu – stejně jako na účtenkách z italského bistra – jsou všechna čísla hrozná.

### Nepravděpodobnostní pohon
Nepravděpodobnostní pohon neboli pohon na principu nekonečné nepravděpodobnosti je fiktivní technologie ze světa Stopařova průvodce po Galaxii. Umožňuje cestovat mezi různými částmi vesmíru během několika sekund na rozdíl od cestování hyperprostorem, které trvá déle. Při dosažení nekonečné nepravděpodobnosti loď prochází současně všemi body ve všech vesmírech. Jeho nevýhodou je, že cestující nikdy předem neví, kam doletí a jak při tom bude vypadat. Princip nekonečné nepravděpodobnosti byl objeven při zkoumání konečné nepravděpodobnosti často používané na večírcích pro prolomení ledů. Ve filmu se tak hrdinové na palubě Srdce ze zlata rematerializují v podobě gaučů, utkaných postav a květin. O pár okamžiků později – po obnovení normálnosti – se změní zpět do své původní podoby. Díky nepravděpodobnostnímu pohonu Arthur Dent a Ford Prefect přežijí vystřelení Vogony do vesmíru (při nepravděpodobnostním faktoru 1 : 22 079 460 347) a také útok termonukleárních střel z Magrathey (při nepravděpodobnostním faktoru 1 : 8 760 128).

### Pole problému někoho jiného
Pole problému někoho jiného (PPNJ), nebo také problém někoho jiného (PNJ, v originále Somebody Else's Problem neboli SEP) je fiktivní vynález v knize Stopařův průvodce po Galaxii, jenž vytváří pole kolem předmětu, který náš mozek nevidí, protože si myslí, že jde o problém někoho jiného. Když se díváte rovnou na onen předmět v poli PNJ, tak ho neuvidíte, pokud přesně nevíte, o co jde. Jediná šance je zahlédnout tento předmět koutkem oka. Toto pole funguje na základě bistromatiky a chrání například loď Slartibartfasta.

### Srdce ze zlata
Srdce ze zlata je fiktivní kosmická loď ze světa Stopařova průvodce po Galaxii britského spisovatele Douglase Adamse.
Tato loď je sto padesát metrů dlouhá a je poháněna převratným vynálezem, nepravděpodobnostním pohonem. Původní rozhlasový seriál blíže nespecifikuje její podobu, ale kniha již říká, že má vypadat jako nepředstavitelně krásná bílá třpytivá běžecká tretra. V televizním seriálu je tato specifikace poměrně přesně dodržena (i když si asi pod pojmem nepředstavitelná krása může každý představit něco jiného). Ve filmu z roku 2005 je loď „Srdce ze zlata“ vyobrazena jako zářivě bílá koule. Tento tvar je odvozen od porcelánového šálku čaje s brownovým pohybem, což je princip, na kterém funguje nepravděpodobnostní pohon. V tomto provedení má loď velká červená brzdová světla vzadu a vepředu ji obepíná modrý prsten vyobrazení vzniku nepravděpodobnostního pohonu. Tvar lodi se samozřejmě může měnit v závislosti na výkonu nepravděpodobnostního pohonu.
Loď byla postavena jako tajný vládní program na planetě Darmoganu. Byla vybavena mnoha moderním vymoženostmi od firmy Sirius Cybernetics, jako je palubní robot Eddi a služebný robot Marvin.
Loď Srdce ze zlata byla ukradena úřadujícím galaktickým prezidentem Zafodem Bíblbroxem v den svého pokřtění a prvního startu.
V díle Život, vesmír a vůbec se přijde na to, že jádro lodi, nejdůležitější část lodi vůbec, srdce ze zlata, je jedna z pěti částí Wikkitské brány, zlaté břevno prosperity a bude ukradeno krikitskými roboty ale později znovu namontováno zpět Zaphodem Beeblebroxem.

### Úhlopohledová puška
Úhlopohledová puška je fiktivní zařízení, které vytvořil Douglas Adams pro filmovou adaptaci své knihy Stopařův průvodce po Galaxii. Toto zařízení se neobjevilo v žádném předchozím zpracování příběhu.
Úhlopohledovou pušku vynalezla Hlubina Myšlení. Ten kdo je zasažený touto zbraní začne vidět věci ze stejného úhlu pohledu jako střelec. Podle Stopařova průvodce byla navržena pro Intergalaktické konsorcium rozhněvaných hospodyněk, kterým vadilo, že každá hádka s jejich mužem končila slovy: „Ty mě vůbec nechápeš!“
Ve filmu byl nucen Zafod Bíblbrox získat tuto pušku, aby za ni získal výměnou zpět od Humma Kavula svou druhou hlavu. Na konci filmu zachránil Marvin pomocí úhlopohledové pušky zbytek posádky Srdce ze zlata, když zasáhl armádu Vogonů. Poté, co uviděli Vogoni věci z Marvinova úhlu pohledu, upadli do hluboké deprese a nebyli schopni dalšího boje.

### Vír totální perspektivy
Vír totální perspektivy je fiktivní vynález sloužící k mučení v knize Restaurant na konci vesmíru. Nachází se na planetě Žabí svět B. Mučení probíhá tím způsobem, že se mučená osoba posadí do komory a tam se jí následně na malý okamžik ukáže celý nekonečný vesmír. Uprostřed toho je mikroskopická tečka na mikroskopické tečce, což znamená – to jsi ty. Mučená osoba získá představu o své bezvýznamnosti a psychicky se z toho zhroutí.

#### Vynález
Vír totální perspektivy vynalezl Trin Trangula, aby dokázal, že zkoumání kusů piškotových dortů a přemítání o principu zavíracích špendlíků, má smysl. Na jeden konec stroje připojil veškerou realitu, extrapolovanou z kusu piškotového dortu, a na druhý konec svou ženu. Ta se poté, co jí stroj ukázal veškerou realitu, zbláznila.

#### Zafod Bíblbrox ve Víru totální perspektivy
Zafoda dovedl do víru Srágomír Gargravarr, strážce který se rozvedl se svým tělem. Nejprve se ozval strašný výkřik, ze kterého tuhla krev v žilách, výkřik posledního odsouzence. Zafod Bíblbrox vstoupil do komory a k velkému překvapení Gargravarra vyšel – dokonce šťastný. Zafod Bíblbrox totiž uviděl, že je středem vesmíru. To bylo způsobeno tím, že byl ve skutečnosti v umělém vesmíru, který za účelem jeho přežití víru vytvořil Zarniwúp . Nakonec Zafod snědl kus piškotového dortu, který celý vír poháněl.

## Další pojmy

### Babylónská rybka
Babylónská rybka je fiktivní živočich vytvořený Douglasem Adamsem v sérii knih Stopařův průvodce po Galaxii. Rybka je malá a žlutá, živí se mozkovými vlnami.
Rybka dokáže překládat z jakéhokoli jazyka do jazyka jiného. Díky ní se mohou různé rasy ze světa Stopařova průvodce po Galaxii domlouvat, i když mluví jinými jazyky. Autor sám napsal, že by mu připadalo divné, kdyby všichni ve vesmíru mluvili anglicky.
V knize vloží Ford Prefect Arthurovi rybku do ucha hned po zničení Země, když se dostanou na vogonskou loď. V knize Sbohem, a díky za ryby, poté co se Arthur vrátí na Zem, si rybku vyjme a nechá ji plavat v akváriu, které pro něj nechali delfíni.
Jméno rybky se vztahuje k Babylonské věži, za jejíž postavení byli dle bible lidé potrestáni vznikem různých jazyků.

### Naprostý a všeobecný mišmaš
Naprostý a všeobecný mišmaš je fiktivní vesmírný jev z knihy Život, vesmír a vůbec. Následující citace z knihy by vám to měla objasnit: "Předně je potřeba si v souvislosti s paralelními vesmíry uvědomit, uvádí Průvodce, že nejsou paralelní. Dále je důležité si uvědomit, že to v přesném slova smyslu nejsou vesmíry, ale nejlepší bude, když se budete snažit si toto uvědomit až trochu později, až si uvědomíte, že všechno, co jste si až do této chvíle uvědomili, je nepravdivé. Důvodem, proč to nejsou vesmíry, je to, že žádný konkrétní vesmír vlastně neexistuje jako takový, jako jedna věc, ale je to způsob, jakým pohlížíme na to, čemu se odborně říká NVM, neboli 'Naprostý a všeobecný mišmaš'. Naprostý a všeobecný mišmaš také ve skutečnosti neexistuje. Je to prostý součet všech rozdílných náhledů na něj, které by se vyskytly, kdyby existoval. Důvodem, proč nejsou paralelní, je tentýž důvod, ze kterého není paralelní moře. Nemá to žádný význam. Ať rozčleníte Naprostý a všeobecný mišmaš jakkoli, vždycky vám vyjde něco, čemu někdo bude říkat domov."

### Pangalaktický megacloumák
Pangalaktický megacloumák je fiktivní alkoholický nápoj, zmiňovaný několikrát v knize Douglase Adamse Stopařův průvodce po Galaxii a jejích pokračováních. Fiktivní encyklopedie Stopařův průvodce po Galaxii ho v této knize označuje za nejlepší a také nejdražší existující drink v celé Galaxii. Pocity po vypití megacloumáku tatáž encyklopedie popisuje slovy: „nechat si vyrazit mozek z hlavy plátkem citrónu obaleným kolem masivní zlaté cihly“.
Receptura původní verze je složena z celé řady obskurních surovin, většinou fiktivních či pro pozemšťana nedostupných (Douglas Adams prohlásil, že vzniku megacloumáku na zemi brání fyzikální zákony a celá řada mezinárodních dohod o ochraně životního prostředí a nedovolených zbraních), přesto ale vytvořili fanoušci Stopařova průvodce i několik tzv. „pozemských verzí“, z nichž některé jsou poživatelné.
V počítačové hře 2004: Vesmírná Becherovka (od becherovka game) byl podobný nápoj nazván Gimelský supercloumák (továrna-planetka na jeho výrobu však byla zničena).